# فردی ترنرو
فردی ترنرو (انگلیسی: Freddy Ternero; ۲۶ مارس ۱۹۵۹ – ۱۸ سپتامبر ۲۰۱۵) بازیکن فوتبال و مربی فوتبال اهل پرو بود.
وی به عنوان سرمربی در سال ۲۰۰۳ تیم فوتبال Cienciano را قهرمان جام سودامریکانا کرد.